# Staré Sedlo (Plzeň)
Staré Sedlo è un comune della Repubblica Ceca facente parte del distretto di Tachov, nella regione di Plzeň.